# Csévi-szirti-sziklaeresz
A Csévi-szirti-sziklaeresz a Duna–Ipoly Nemzeti Park területén lévő Pilis hegységben, a Csévi-szirteken található egyik barlang.

## Leírás
Pilisszentléleken, a Pilis hegy Ny-i oldalában elhelyezkedő Csévi-szirteken (fokozottan védett területen) található a barlang. A Csévi-szirti Réteg-barlangtól 50°-ra 100 m-re, azzal majdnem azonos magasságban, egy 7 m-es sziklatorony aljában, kb. 530 m tszf. magasságban helyezkedik el a Csévi-szirti-sziklaeresz. A sziklaeresz előtt egy laza omladéklejtő található, amely nagy kövekből áll. A boltíves, lapos barlangbejárat 1,6 m széles és 0,6 m magas. A 2 m hosszú kőfülke vízszintes és száraz. Falain kevés cseppkő-bekérgeződés és kondenzvizes borsókő van. Kitöltése humusz, kőtörmelék és muflonürülék. A barlangjáró alapfelszereléssel bejárható barlang megtekintéséhez nem kell engedély.
2005-ben volt először Csévi-szirti-sziklaeresznek nevezve a barlang az irodalmában. Előfordul a barlang az irodalmában Csévi-szirti sziklaeresz (Kárpát 1990) néven is.

## Kutatástörténet
1990-ben Kárpát József mérte fel a Csévi-szirti sziklaereszt, majd a felmérés alapján megszerkesztette a barlang 1:50 méretarányú alaprajz térképét és keresztmetszet térképét. Az alaprajz térképen látható a keresztmetszet elhelyezkedése a barlangban.
A Kárpát József által írt és 1990-ben készült kéziratban szó van arról, hogy a Csévi-szirti sziklaeresz (Pilisszentlélek) a Csévi-szirti Réteg-barlangtól 50°-ra 100 m-re, azzal majdnem azonos magasságban, egy 7 m-es sziklatorony aljában, kb. 530 m tszf. magasságban helyezkedik el. A sziklaeresz előtt egy laza omladéklejtő található, amely nagy kövekből áll. A boltíves, lapos barlangbejárat 1,6 m széles és 0,6 m magas. A 2 m hosszú kőfülke vízszintes és száraz. Falain kevés cseppkő-bekérgeződés és kondenzvizes borsókő van. Kitöltése humusz, kőtörmelék és muflonürülék. A jelentéktelen üreg eddig nem szerepelt leírásokban. Az ismertetésbe bekerült a Csévi-szirti-sziklaeresz alaprajz térképe és keresztmetszet térképe.
A Kárpát József által 1991-ben írt kéziratban meg van említve, hogy a Csévi-szirti-sziklaeresz (Piliscsév) 2 m hosszú és nincs mélysége. 2002-ben az Ariadne Karszt- és Barlangkutató Egyesület tagja, Kovács Richárd mérte fel a Csévi-szirti-sziklaereszt (4840-84) a Barlangtani Intézet megbízásából, majd a felmérés alapján megszerkesztette a barlang alaprajz térképét, hosszmetszet térképét és keresztmetszet térképét. Az alaprajz térképen látható a keresztmetszet elhelyezkedése a barlangban. A felmérés szerint a barlang 2,2 m hosszú és 0,8 m magas. Az Ariadne Karszt- és Barlangkutató Egyesület 2005. évi jelentésében az olvasható, hogy a 4840-84 barlangkataszteri számú Csévi-szirti-sziklaeresz 2,2 m hosszú, 0,8 m függőleges kiterjedésű, 0 m mély, 0,8 m magas és 2,5 m vízszintes kiterjedésű. Az egyesület 2008. évi jelentése szerint a 4840-84 barlangkataszteri számú Csévi-szirti-sziklaeresz 2,2 m hosszú, 0,8 m függőleges kiterjedésű, 0 m mély, 0,8 m magas és 2,5 m vízszintes kiterjedésű.
Az egyesület 2009. évi jelentése szerint a 4840-84 barlangkataszteri számú Csévi-szirti-sziklaeresz 2,2 m hosszú, 0,8 m függőleges kiterjedésű, 0 m mély, 0,8 m magas és 2,5 m vízszintes kiterjedésű. Az egyesület 2010. évi jelentése szerint a 4840-84 barlangkataszteri számú Csévi-szirti-sziklaeresz 2,2 m hosszú, 0,8 m függőleges kiterjedésű, 0 m mély, 0,8 m magas és 2,5 m vízszintes kiterjedésű. Az egyesület 2011. évi jelentése szerint a 4840-84 barlangkataszteri számú Csévi-szirti-sziklaeresz 2,2 m hosszú, 0,8 m függőleges kiterjedésű, 0 m mély, 0,8 m magas és 2,5 m vízszintes kiterjedésű. Az egyesület 2013. évi jelentése szerint a 4840-84 barlangkataszteri számú Csévi-szirti-sziklaeresz 2,2 m hosszú, 0,8 m függőleges kiterjedésű, 0 m mély, 0,8 m magas és 2,5 m vízszintes kiterjedésű. Az egyesület 2014–2015. évi jelentése szerint a 4840-84 barlangkataszteri számú Csévi-szirti-sziklaeresz 2,2 m hosszú, 0,8 m függőleges kiterjedésű, 0 m mély, 0,8 m magas és 2,5 m vízszintes kiterjedésű.